# Follow the Girl
Follow the Girl er en amerikansk stumfilm fra 1917 af Louis Chaudet.

## Medvirkende
- Ruth Stonehouse som Hilda Swanson.
- Jack Dill som Olaf.
- Roy Stewart som Larry O'Keefe.
- Mattie Witting som Mrs. O'Keefe.
- Claire Du Brey som Donna.